# Surplus militaire
Pour les articles homonymes, voir surplus.
Un surplus militaire est un magasin où est vendu du matériel d'origine militaire neuf ou d'occasion.

## Histoire

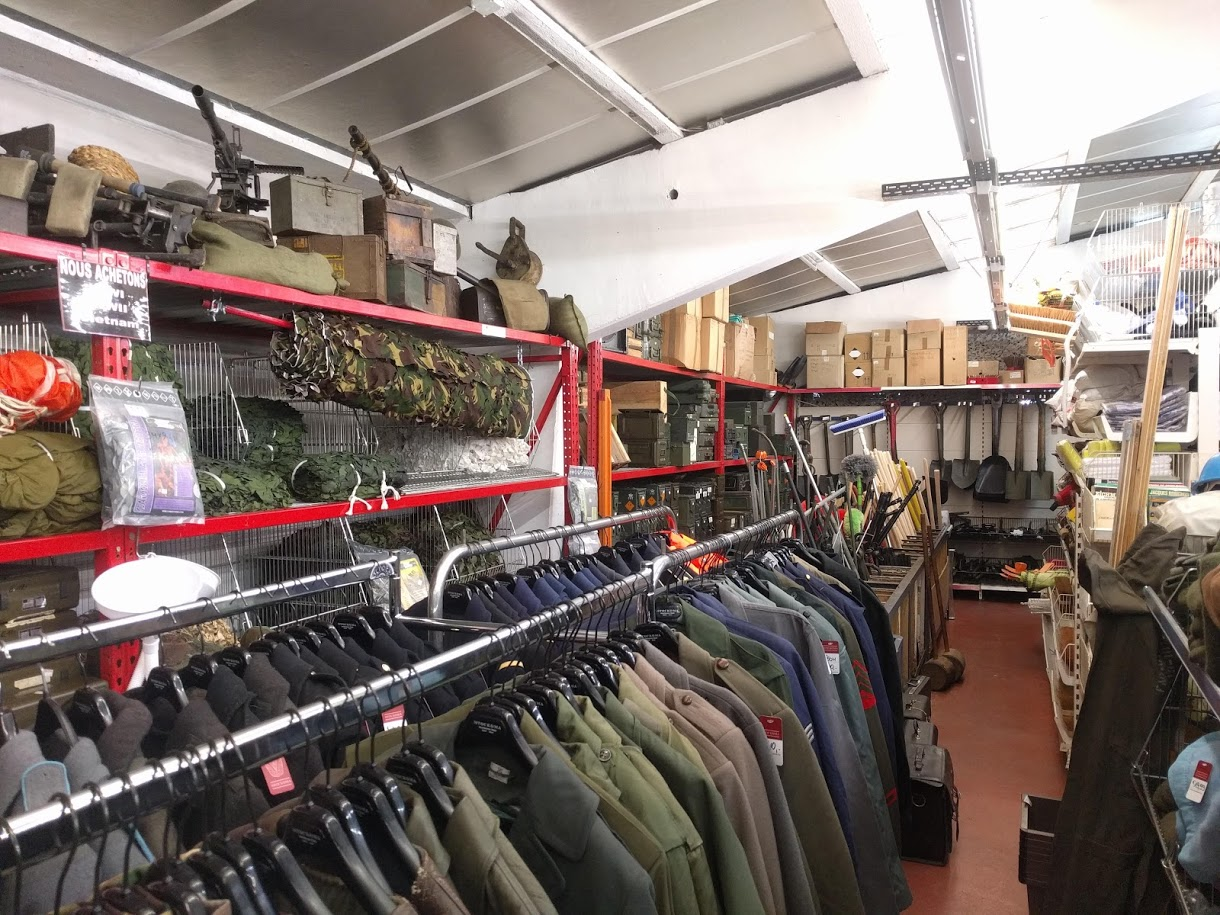
Intérieur d'un Stock US

Ce type de magasin est apparu aux États-Unis à la fin de la Guerre de Sécession en 1865 où à la suite de la démobilisation générale, les soldats rendus à la vie civile vendaient leur uniforme militaire aux magasins locaux pour se faire un peu d'argent. C'est d'ailleurs la raison pour laquelle on nomme ce type de magasin un stock américain ou stock US.
C'est en 1872 que le concept du surplus militaire s'est vraiment développé aux États-Unis, on attribue le démarrage des activités militaires excédentaires à Francis Bannerman à la suite de l'achat de grandes quantités de surplus militaire, neufs et usagés, du gouvernement américain accumulé pendant la guerre civile.
F. Bannerman a par la suite ouvert le premier magasin militaire américain à Broadway à New York. Lorsque la guerre hispano-américaine éclata en 1898, des régiments entiers de volontaires furent équipés par des uniformes provenant des surplus militaires de Bannerman.
Il faut attendre la Première Guerre mondiale pour que le concept de magasin militaire voit le jour en Europe. Après la Première Guerre mondiale, en 1918, d’autres magasins d’excédents militaires ont ouvert leurs portes. Pendant les hivers durant la Grande Dépression des années 1930, de nombreux Américains se sont appuyés sur ces magasins pour trouver des vêtements militaires bien faits et peu coûteux afin de les garder au chaud. Avec la capitulation de l’Allemagne et du Japon en 1945, la Seconde Guerre mondiale s’est terminée et l’apogée des «magasins de surplus de guerre», tels qu’ils ont été connus, a commencé. Des milliers de magasins de surplus militaires ont ouvert leurs portes partout dans le monde et notamment aux États-Unis. Dans les années 1950 et 1960, les magasins de surplus militaires étaient pratiquement partout, et la plupart des villes et même de nombreuses petites villes pouvaient posséder une boutique ou deux.

Au départ tous les articles vendus dans ces magasins étaient encore d'actualité durant les conflits mondiaux, c'est à la fin de la Seconde Guerre mondiale que ces équipements commencent petit à petit à ne plus convenir pour l'armée moderne. En France cela s'est encore accentué avec la professionnalisation des armées françaises et l'avènement de l'armée de métier annoncé par le président de la République Jacques Chirac en février 1996.

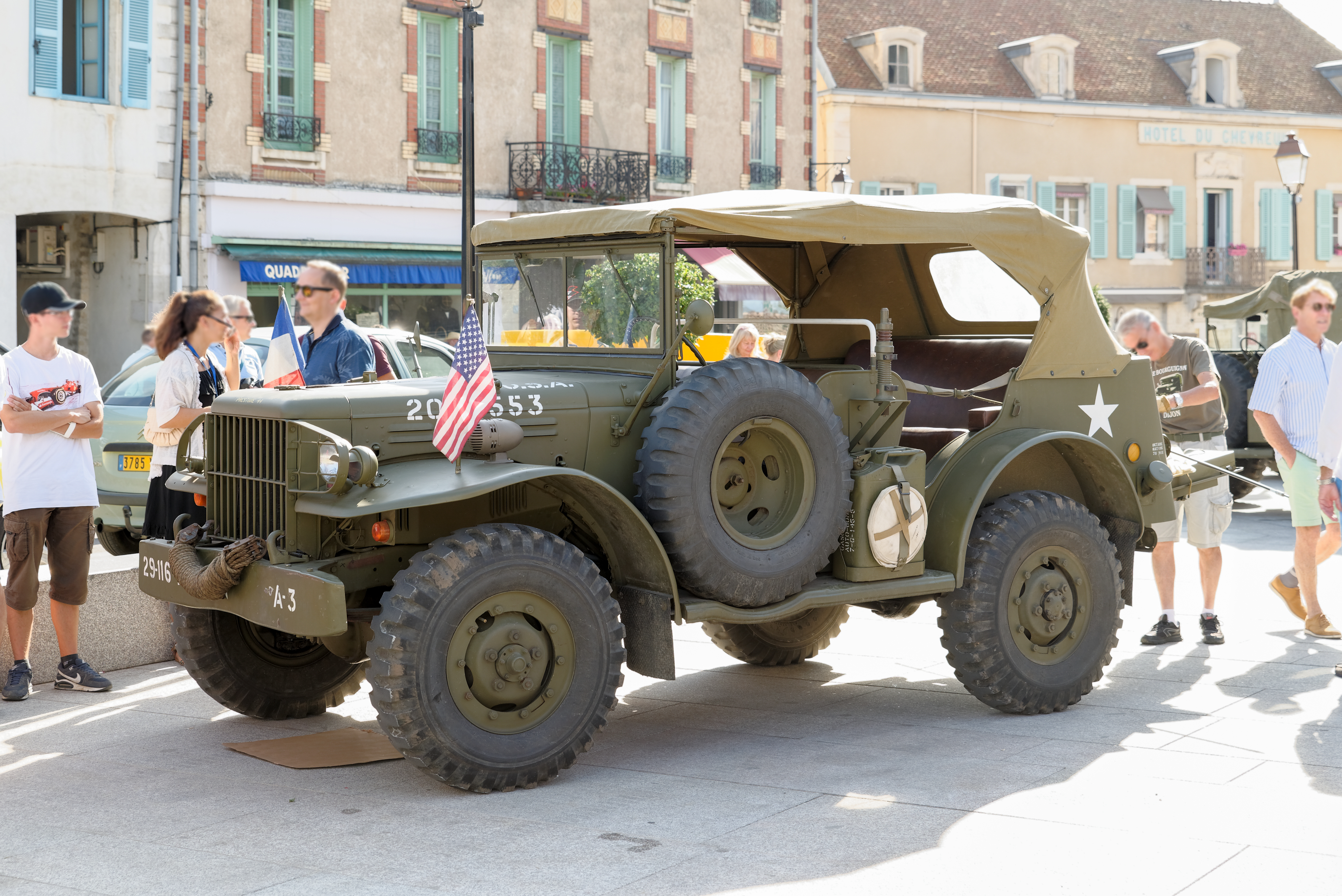
Exemple de véhicules que l'on peut trouver dans un surplus militaire.

## Le surplus militaire d'aujourd'hui
Aujourd'hui les magasins de surplus militaire vendent essentiellement du matériel militaire d'occasion sans distinction pour la nationalité du matériel, aussi bien du petit équipement (rangers, vêtements, accessoires) que des véhicules militaires voire de l'artillerie démilitarisée. Les clients sont principalement des collectionneurs, des survivalistes, des airsofteurs et paintballeurs. Les militaires quant à eux se tournent désormais vers des distributeurs spécialisés qui commercialisent des équipements professionnels. On trouve ainsi beaucoup de surplus militaires en France mais aussi en Suisse, Belgique, États-Unis, Allemagne, dans toutes les zones d'anciens conflits en général.
Il est aussi possible de trouver des surplus en ligne ou itinérants dans des brocantes et des vides-greniers.

## Mode
En 1948, les vêtements militaires étaient reteints pour constituer un habillement bon marché.